# Casa del Pretore
La Casa del Pretore (Casa dell'Asilo Infantile o Casa Galetti) è uno storico edificio di Castel Goffredo.

## Storia e descrizione
La casa trova evidenza nella via del Povino già nelle mappe cinquecentesche del borgo, nei pressi della Porta di Sotto, zona sud.
Nel 1630, al tempo della peste, faceva parte della cospicua eredità del dottor Giovanni Beffa-Negrini, che la lasciò l'immobile alla figlia Margherita. Essendo morti entrambi a causa del morbo, il testamento prevedeva che passasse al comune. L'ente, che utilizzò l'edificio come asilo infantile, lo alienò nel 1631.
Agli inizi dell'Ottocento, la casa divenne l'abitazione del commissario distrettuale, quando Castel Goffredo divenne capoluogo del Distretto VI.

### Altre fonti
- 1999 – Immagina. Castel Goffredo: l'evoluzione di un territorio, CD-ROM, a cura del Comune di Castel Goffredo.